# Пестель, Борис Иванович
Бори́с Ива́нович Пе́стель (24 июля 1794, Москва — 1848, Санкт-Петербург) — действительный статский советник, владелец имения Васильево, брат декабриста П. И. Пестеля.

## Биография
Родился в Москве в 1794 году; сын И. Б. Пестеля.
С 6 июля 1803 года воспитывался в Пажеском корпусе, откуда в марте 1810 года был выпущен с чином XIV класса. Из-за ампутации ноги не мог выйти в военную службу и в ноябре 1810 года поступил в Петришуле, окончив который в 1812 году, был зачислен губернским секретарем в штат Канцелярии Сибирского генерал-губернатора (своего отца), где прослужил до 12 декабря 1817 года.
С 31 декабря 1817 года был определён в Департамент хозяйственных и публичных зданий Министерства внутренних дел помощником столоначальника; 13 июня 1818 года он был прикомандирован к Канцелярии Министерства внутренних дел для занятия по особенным поручениям, а 12 августа того же года определён секретарём при министерстве от Департамента мануфактур и внешней торговли. После присоединения этого департамента к Министерству финансов, Пестель с 23 января 1820 года был перемещён в Канцелярию министра в той же должности.
Получив 26 октября 1821 года чин коллежского советника, он 14 июня 1823 года был перемещён на вакансию чиновника особых поручений в Департаменте государственных имуществ с оставлением при прежней должности, а 15 октября того же года был назначен и. д. начальника 1-го отделения по Департаменту внешней торговли; 8 августа 1824 года утверждён начальником 1-го отделения, 28 августа 1825 г. стал членом Комиссии для окончания строений на Биржевой площади, а 29 апреля 1827 г. назначен Олонецким вице-губернатором, 14 февраля 1830 г. переведён на ту же должность в Смоленскую губернию, а 1 июля 1832 г. — в Слободско-Украинскую губернию.
В чине статского советника (с 31.12.1829) Пестель 19 апреля 1835 года был переведён вице-губернатором во Владимир, где по своей должности был и председателем казённой палаты; 14 июня 1835 года он получил орден Св. Владимира 3-й ст. Владимирским вице-губернатором он был до 1 февраля 1838 года, после чего занимал должность только председателя казённой палаты, с которой вследствие расстроенного здоровья по прошению был уволен указом от 13 января 1839 года.
Жил в Петербурге, где и умер в чине действительного статского советника в январе 1848 года.

## Семья
С 1825 года был женат на княжне Софье Николаевне Трубецкой, дочери князя Николая Сергеевича Трубецкого и княжны Екатерины Петровны Мещерской. У них родились две дочери:
- Елизавета (?.06.1828—08.11.1914), в первом браке замужем за О. А. Квицинским, во втором — за И. А. Арсеньевым (1822—1887); похоронена в Петербурге на кладбище Новодевичьего монастыря[1]
- Екатерина, в замужестве за титулярным советником Оттом.